# AN/SPY-6

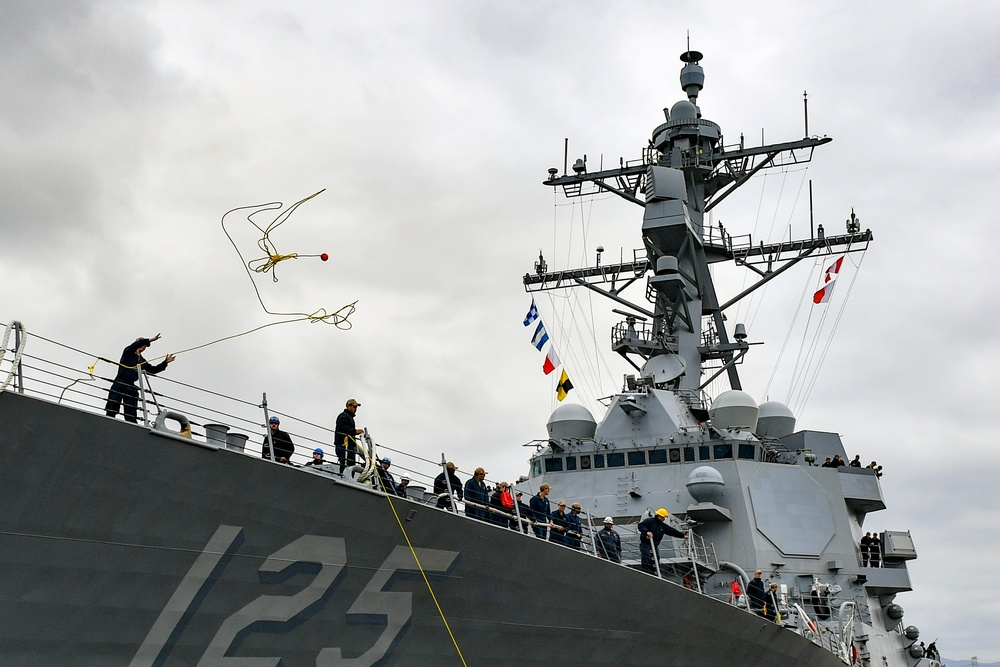
Le premier destroyer de la classe Arleigh Burke equipé de l'AN/SPY-6 en 2023. Une des antennes octogonales est visible sur les flancs du château.

L'AN/SPY-6  est un système de radar tridimensionnel à balayage électronique naval américain à antenne active, fabriqué par Raytheon et qui constituera le cœur du système de combat Aegis des nouveaux navires de l'United States Navy à partir des années 2020, à la place des AN/SPY-1.

## Histoire

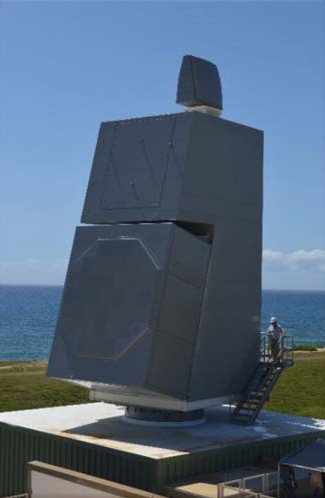
Banc d'essai au sol de l'AN/SPY-6 AMDR en 2016 au Pacific Missile Range Facility.

En juillet 2009, dans le cadre du programme AMDR (Air and Missile Defense Radar), Lockheed Martin, Northrop Grumman et Raytheon sont les trois entreprises à obtenir des contrats pour l'étude et le développement du nouveau système de défense antiaérienne AN/SPY-6, qui sera composé d'un radar en bande S et d'un second en bande X pour remplacer l'AN/SPY-1.
Le Raytheon SPY-6(v) a remporté le contrat et aura un coût, pour la production en série selon une estimation de mars 2013, de 300 millions de dollars américains l'unité.
Le prototype de la version SPY-6(V)1 effectue des essais début 2016 au Pacific Missile Range Facility, à Hawaï, un autre est intégré au système Aegis Basine 10 en test au Combat Systems Engineering Development Site, anciennement USS Rancocas (en) a Moorestown (New Jersey).
Le premier livré en juillet 2020 pour les destroyers de la classe Arleigh Burke Flight III. Le premier navire de cette version est le USS Jack H. Lucas (DDG-125) dont la pose de la quille a lieu le 8 novembre 2019 pour une mise en service le 7 octobre 2023,. La première mise en service du système Aegis de ce navire a lieu le 20 décembre 2021.
Deux autres versions sont depuis juillet 2019 en cours de construction à la suite d'un contrat de 40,2 millions de dollars, le AN/SPY-6(V)2 qui effectue des essais depuis août 2019 au Center for Surface Combat Systems (en) de Wallops Island et dont le premier opérationnel de ce type est destiné au USS Bougainville (LHA-8) (en) de la classe America, et le AN/SPY-6(V)3 destiné aux porte-avions de la classe Ford et à la future classe de frégates Agility. Les travaux sont effectués dans les installations de Raytheon à Marlborough (Massachusetts), et devaient s'achever en mai 2020. Une quatrième, AN/SPY-6(V)4, moins volumineuse et gourmande en énergie, est développé pour la rénovation des DDG51 flight IIa.
En juillet 2022, une centaine de radars SPY-6 sont prévus, et 42 sont commandés.

## Caractéristiques

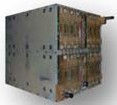
Un élément de l'assemblage modulaire radar.

Il s'articule autour de quatre antennes octogonales de 4,27 m (14 pieds) contre 3,66 m (12 pieds) pour le SPY-1. Il est constitué d'éléments d'assemblage modulaire radar en nitrure de gallium en forme de cube de 2 pouces (~ 5 cm) et il est trente fois plus sensible que son prédécesseur. Selon le fabricant, ils peuvent être réparés ou remplacés en six minutes avec seulement deux outils. Le radar nécessite 70 % moins de pièces unitaires que le SPY-1.
Ce radar AN/SPY-6(V)1 catégorie AMDR, 37 modules par panneau, 4 panneaux fixes, soient 148 modules nécessite une augmentation de la puissance du générateur des destroyers Arleigh Burke de 3 à 4 mégawatts et une augmentation de 50 % de la taille de l'installation d'air climatisé.
Plusieurs variantes sont en cours de construction depuis 2019 : 
- AN/SPY-6(V)2 : catégorie EASR, 9 modules montés sur un seul panneau pivotant, pour les navires d’assaut amphibies de la classe America et les remises à niveau des porte-avions de la classe Nimitz ;
- AN/SPY-6(V)3 : catégorie EASR, 9 modules par panneaux, 3 panneaux fixes, soient 27 modules au total, pour les porte-avions de la classe Ford et les futures frégates FFG(X) de la classe Constellation.

- AB/SPY-6 V(4) : catégorie AMDR, 24 modules par panneau, 4 panneaux fixes, soient 96 modules au total ;  radar pour les  Arleigh Burke Flight IIA équipés d'origine du SPY-2 devant être installé lors de leur rénovation.

Un radar avec des antennes de 6,40 m (21 pieds) est proposé pour une éventuelle version de navires de la classe San Antonio, dédiée à la défense antimissile et dévoilée en 2014.

## Equivalents
- Sea Fire 500 de Thales (France)